# Hôtel Michotey
L'hôtel Michotey est un hôtel particulier situé à Besançon dans le département du Doubs.

## Localisation
L'édifice est situé au 14 rue Megévand dans le quartier de la Boucle de Besançon.

## Histoire
L'hôtel est construit au début du XVIIIe siècle.
En 1743, le bâtiment est restauré par l'architecte Claude-François Pillot.
En 1786, l'hôtel est cédé au sieur Michotey qui le fait réaménager. Dans le jardin, se trouve un pavillon de musique, classé au titre des monuments historiques, datant vraisemblablement de 1725 ou 1733.
Le pavillon de musique se trouvant dans le jardin de l'hôtel, et son décor font l’objet d’un classement au titre des monuments historiques depuis le 26 mars 2007.
En 2019, le paysagiste Emmanuel Parisot installe ses locaux au rez-de-chaussée. Des travaux de rénovation mettent au jour une plaque de cheminée de 1668, représentant les armoiries de la Franche-Comté.